# HR-Inline
De HR-Inline is een toertocht voor skaters in Hessen. Jaarlijks wordt deze tocht gehouden en vertrekt in de omgeving Frankfurt am Main en eindigt in de omgeving van Kassel.
De tocht is een pelotonstocht en wordt in 4 of 5 dagen verreden. De etappes zijn ongeveer 50 kilometer per dag. Tijdens een etappe wordt er veel geklommen en afgedaald. De hoogteverschillen zijn soms wel 100 tot 300 meter per klim en dat maakt het zwaar. Juist de afdalingen maken het met snelheden van boven de 50 km/h gevaarlijk. Jaarlijks moeten dan ook enkele skaters naar het ziekenhuis voor behandeling.
Tijdens zo'n tocht doen ongeveer 500 skaters mee. Met name in Bondsrepubliek Duitsland is dit de tocht der tochten, omdat het zo zwaar is. Desondanks komen er ook skaters uit andere landen. Juist omdat het zo massaal is, wordt met name in Bondsrepubliek Duitsland geroepen, dat je deze tocht geskatet moet hebben, wil je als toerrijder een prestatie neergezet hebben.
Voor het peloton rijdt de politie vooruit. Die houden het verkeer tegen en zetten de wegen af. Normaal gesproken worden alleen de plaatselijke wegen en de B-wegen afgezet, maar als het niet anders kan, zetten ze met een gerust hart de Rijksweg af.